# John Gosling
John Gosling (Paignton, 6 febbraio 1948 – 4 agosto 2023) è stato un tastierista britannico, componente del gruppo rock inglese The Kinks.

## Biografia
La sua collaborazione con il gruppo iniziò già nel 1970, nel brano Lola: Gosling si unì alla band, nella quale suonò il pianoforte e le tastiere, usò i sintetizzatori e collaborò alla stesura dei brani.
Rimase nella formazione fino al 1978, dopodiché iniziò una lunga carriera di sessionman.